# Andoharano monodi
Espèce
Andoharano monodi est une espèce d'araignées aranéomorphes de la famille des Filistatidae.

## Distribution
Cette espèce est endémique de Madagascar. Elle se rencontre dans la grotte Asafura.

## Description
La femelle holotype mesure 6 mm.
La femelle décrite par Magalhaes et Grismado en 2019 mesure 6,06 mm.

## Étymologie
Cette espèce est nommée en l'honneur de Théodore Monod.

## Publication originale
- Legendre, 1972 : Deux nouvelles araignées Filistatidae cavernicoles de Madagascar: Andoharano milloti n. sp. et Andoharano monodi n. sp. Bulletin du Muséum national d'histoire naturelle, Paris, sér. 3, vol. 13, p. 645-650.